# 国鉄ワフ8000形貨車
国鉄ワフ8000形貨車（こくてつワフ8000がたかしゃ）は、かつて鉄道省に在籍した6 t から8 t 積みの有蓋緩急車である。

## 概要
1928年（昭和3年）5月の車両称号規程改正によりワフ2756形、ワフ3100形、ワフ3105形、ワフ3130形、ワフ3158形、ワフ3232形、ワフ3256形、ワフ3276形、ワフ3283形、ワフ3331形、ワフ3381形、ワフ3451形、ワフ3515形、ワフ3548形、ワフ3554形、ワフ3573形、ワフ3699形、ワフ3788形、ワフ3978形、ワフ4205形、ワフ4402形、ワフ4419形、ワフ4449形、ワフ4457形、ワフ4482形、ワフ4497形、ワフ4523形、ワフ4543形、ワフ4545形、ワフ4550形、ワフ4552形、ワフ4559形、ワフ4587形、ワフ4601形、ワフ4611形、ワフ4613形、ワフ4630形、ワフ4646形、ワフ4663形、ワフ4943形、ワフ4951形、ワフ4995形、ワフ5267形、ワフ5275形、ワフ5280形、ワフ5283形、ワフ5287形、ワフ5295形、ワフ5300形、ワフ5320形、ワフ5340形、ワフ5400形、ワフ5500形、はワフ8000形1形式にまとめられ形式名変更された。種車となった形式は実に53形式を数え大半の車両が1911年（明治44年）の称号規程制定以前の車両である。
以上合計1,267両（ワフ8000 - ワフ9334,68両欠）の車両が運用され、これは日本の有蓋緩急車の中では最も車両数の多い形式である。
従来これほど有蓋緩急車を必要としたのは、自動連結器へ交換以前のねじ式連結器は強度が弱いため長い編成が困難であったので短い編成の列車が多く列車数が多くなり緩急車の必要数が多かったためである。また当時は空気ブレーキを装備していない車両も多く緩急車の必要性が高かったためである。
本形式制定頃より前述の問題は次第に解決していったため、緩急車の必要車両数は減少していった。このため積極的に本形式車より多くの車両が他形式へ改造された。また他社への譲渡も行われた。
本形式が制定された1928年（昭和3年）度より早くもワ1形への改造が始まり約800両が改造され本形式を離れた。
1930年（昭和5年）1月より1931年（昭和6年）9月にかけて300両がツ1400形（ツ1400 - ツ1699）へ、1930年（昭和5年）6月より同年9月にかけて10両がツ1300形（ツ1300 - ツ1309）へそれぞれ改造された。
1931年（昭和6年）3月に1両がパ1形（ワフ9043→パ11）へ改造された。
車体塗色は黒一色であり、寸法関係は一例として、全長は6,110 mm - 6,466 mm、全幅は2,286 mm - 2,540 mm、全高は3,067 mm - 3,765 mm、自重は5.0 t - 7.0 tである。
1938年（昭和13年）に最後まで在籍した車両が廃車となり、同時に形式消滅となった。